# Australiaena streimannii
Australiaena streimannii är en lavart som beskrevs av Matzer, H. Mayrhofer & Elix 1997. Australiaena streimannii ingår i släktet Australiaena och familjen Caliciaceae.   Inga underarter finns listade i Catalogue of Life.